# Moncton Miracles
Moncton Miracles fue un equipo de baloncesto canadiense que jugaba en la NBL Canadá, la primera competición profesional de su país. Tenía su sede en la ciudad de Moncton, Nuevo Brunswick, y disputaba sus partidos como local en el Moncton Coliseum, con capacidad para 6.544 espectadores.

## Historia
El equipo se fundó en 2011 tras el fallido intento de su propietario, Steven Conville, de establecerlo en Kingston (Ontario). Eligió el nombre inspirándose en el Moncton Miracle, la denominación que tuvo en los años 80 la salida de la recesión de la ciudad.
Desde su incorporación a la liga, su mejor temporada fue la 2012-13, en la que alcanzaron las semifinales, en las que cayeron ante los London Lightning.

## Temporadas
| Año     | Liga | Temp. Regular | Playoffs              |
| ------- | ---- | ------------- | --------------------- |
| 2011-12 | NBL  | 7º            |                       |
| 2012-13 | NBL  | 3º, Atlántico | Pierde en semifinales |
| 2013-14 | NBL  | 3º, Atlántico | Pierde en 1ª ronda    |
| 2014-15 | NBL  | 4º, Atlántico | Pierde en 1ª ronda    |
| 2015-16 | NBL  | 3º, Atlántico | Pierde en 1ª ronda    |